# Eutelia solitaria
Eutelia solitaria là một loài bướm đêm trong họ Noctuidae.